# 知的財産戦略本部
知的財産戦略本部（ちてきざいさんせんりゃくほんぶ、英語：Intellectual Property Strategy Headquarters）は知的財産の創造・保護・活用に関する施策推進を目的として内閣に設置された本部である。

## 概要
知的財産は著作権・特許権・商標といった様々な権利制度から、それらを生む研究開発や産業政策まで、複数の行政機関に横断するテーマである。知的財産という横断的問題を集中的かつ計画的に推進するため内閣に設置された合議体が知的財産戦略本部（以下、本部）である。
本部は知的財産推進計画の作成及び実施の推進を主要な業務としている。長である知的財産戦略本部長は内閣総理大臣が務める。本部の事務を担当する特別の機関として知的財産戦略推進事務局が内閣府に設置されている。
また、政府の知的財産戦略本部にならい、各地域にも同名の機関が設けられている。また、農林水産省にも同名の機関が設けられていた。大学においても、同名の機関を設けた例がある。

## 知的財産戦略本部会合
知的財産戦略本部会合（ちてきざいさんせんりゃくほんぶかいごう）は知的財産戦略本部における主たる会議である。
本部会合では主に以下の議題が扱われる：
- 知的財産推進計画の決定
- 重要戦略の決定（例：知的財産戦略ビジョン、クールジャパン戦略）
- 重要課題の議論（例：インターネット上の海賊版サイトに対する緊急対策）
- 専門調査会の設置・廃止
- 特に重要な委員会などの設置・廃止

このような背景から、知的財産推進計画の決定を議題として年に1回定例開催され、その他に関して臨時開催されている（年に計1～2回が通例）。
本部会合は全ての国務大臣を含んだメンバーから構成されるため、本部会合の決定は政府（行政）全体の合意と同義であり、日本行政の知的財産政策全体を決定づける会合となっている。

## 下部組織
知的財産戦略本部令に基づき、本部傘下に様々な委員会などが設置されている。
以下は2024年2月現在に活動している下部組織の一覧である：
- 構想委員会
  - Create　Japan ワーキンググループ
  - コンテンツ戦略ワーキンググループ
- デジタルアーカイブ
  - デジタルアーカイブジャパン推進委員会及び実務者検討委員会
    - デジタルアーカイブジャパン推進委員会
    - 実務者検討委員会

  - デジタルアーカイブフェス
- ロケ撮影の環境改善に関する官民連絡会議
  - ロケ撮影の環境改善に関する実務者懇談会
- AI時代の知的財産権検討会
- メタバース上のコンテンツ等をめぐる新たな法的課題への対応に関する官民連携会議
- 知財投資・活用戦略の有効な開示及びガバナンスに関する検討会

### 構想委員会
構想委員会（こうそういいんかい）は知的財産戦略ビジョンに必要な方向性と施策を構想・検証・評価・改善するための委員会である。
委員会の検討結果は毎年度の知的財産推進計画の素案とりまとめとして反映される。
知的財産戦略本部令第４条（雑則）の規定を設置根拠とし、2019年9月に設置された。民間有識者により構成される。

### AI時代の知的財産権検討会
AI時代の知的財産権検討会（えーあいじだいのちてきざいさんけんとうかい）はAIと知的財産権に関する対応・方策を検討する会議体である。
急速な生成AIの発展を受け、知的財産推進計画２０２３で「急速に発展する生成 AI 時代における知財の在り方」が取り上げられた。その重点施策Ⅲで示された「生成 AI と著作権」が文化審議会で論点整理されるのと並行して、著作権以外の知的財産権と生成AIの関係についても論点整理が必要とされていた。このような背景から2023年に発足された、AIと知的財産権に関する対応・方策を検討する会議体が「AI時代の知的財産権検討会」である。

### 専門調査会
知的財産戦略本部には専門事項を調査させるための専門調査会を設置できる。2024年2月現在、専門調査会は設置されていない。

### 廃止された下部組織
以下は役割を終え廃止された委員会などの一例である：
- 企画委員会（2010年3月[12] - 2013年6月[13]）
- 検証・評価・企画委員会（2013年10月[14] - 2019年9月[15]）

#### 廃止された専門調査会
以下は役割を終え廃止された専門調査会の一覧である：
- 医療関連行為の特許保護の在り方に関する専門調査会（2003年7月 - 2005年6月）
- デジタル・ネット時代における知財制度専門調査会（2008年4月 - 2009年7月[16]）
- コンテンツ専門調査会（2003年7月 - 2007年7月）
- コンテンツ・日本ブランド専門調査会（2007年9月 - 2009年7月[17]）
- コンテンツ等ソフトパワーの強化に関する専門調査会（2009年8月[18] - 2010年2月[19]）
- コンテンツ強化専門調査会（2010年2月[20] - 2013年10月[21]）
- 権利保護基盤の強化に関する専門調査会（2003年7月 - 2005年6月） → 知的創造サイクル専門調査会へ移行
- 知的創造サイクル専門調査会（2005年6月 - 2007年7月） → 知的財産による競争力強化専門調査会へ移行
- 知的財産による競争力強化専門調査会（2007年8月 - 2010年2月[22]）
- 知的財産による競争力強化・国際標準化専門調査会（2010年2月[23] - 2013年10月[24]）
- 知的財産戦略ビジョンに関する専門調査会（2017年12月[25]- 2019年9月[26]）

## 策定された計画・戦略
以下は知的財産戦略本部により決定された中長期戦略および施策である：
- 知的財産推進計画（各年度）
- クールジャパン戦略 (2019年[27])
- 知的財産戦略ビジョン（2018年[28]）

また下部組織による検討結果をまとめた様々な報告書が作成されている。

### 新たな情報財検討委員会報告書
新たな情報財検討委員会報告書（あらたなじょうほうざいけんとういいんかいほうこくしょ）は IoT に関わるデジタルデータや AI 生成物といった新たな情報財の知的財産制度上の在り方に関する報告書である。
検証・評価・企画委員会傘下「新たな情報財検討委員会」によって議論され、2017年に報告書が作成された。

## 設置根拠
知的財産戦略本部は知的財産基本法第24条を設置根拠とする。

## 構成員
以下の構成員により知的財産戦略本部は構成される（知的財産基本法第26-29条）。
- 知的財産戦略本部長（内閣総理大臣）
- 知的財産戦略副本部長（国務大臣のいずれか）
- 知的財産戦略本部員
  - その他全ての国務大臣
  - 有識者（内閣総理大臣が任命）

## 内閣府特命担当大臣（知的財産戦略担当）
2015年（平成27年）10月7日発足の第3次安倍第1次改造内閣から、知的財産戦略を担務とする内閣府特命担当大臣として「内閣府特命担当大臣（知的財産戦略担当）」を設置している。
| 代                                         | 氏名                                       | 氏名                                       | 内閣                                       | 内閣                                       | 就任日                                     | 退任日                                     | 党派                                       | 備考                                       |
| 内閣府特命担当大臣（知的財産戦略担当大臣） | 内閣府特命担当大臣（知的財産戦略担当大臣） | 内閣府特命担当大臣（知的財産戦略担当大臣） | 内閣府特命担当大臣（知的財産戦略担当大臣） | 内閣府特命担当大臣（知的財産戦略担当大臣） | 内閣府特命担当大臣（知的財産戦略担当大臣） | 内閣府特命担当大臣（知的財産戦略担当大臣） | 内閣府特命担当大臣（知的財産戦略担当大臣） | 内閣府特命担当大臣（知的財産戦略担当大臣） |
| ------------------------------------------ | ------------------------------------------ | ------------------------------------------ | ------------------------------------------ | ------------------------------------------ | ------------------------------------------ | ------------------------------------------ | ------------------------------------------ | ------------------------------------------ |
| 1                                          |                                            | 島尻安伊子                                 |                                            | 第3次安倍第1次改造内閣                     | 2015年10月7日                              | 2016年8月3日                               | 自由民主党                                 |                                            |
| 2                                          |                                            | 鶴保庸介                                   |                                            | 第2次改造内閣                              | 2016年8月3日                               | 2017年8月3日                               | 自由民主党                                 |                                            |
| 3                                          |                                            | 松山政司                                   |                                            | 第3次改造内閣                              | 2017年8月3日                               | 2017年11月1日                              | 自由民主党                                 |                                            |
| 4                                          | 第4次安倍内閣                              | 第4次安倍内閣                              | 2017年11月1日                              | 2018年10月2日                              | 再任                                       |                                            | 自由民主党                                 |                                            |
| 5                                          |                                            | 平井卓也                                   |                                            | 第1次改造内閣                              | 2018年10月2日                              | 2019年9月11日                              | 自由民主党                                 |                                            |
| 6                                          |                                            | 竹本直一                                   |                                            | 第2次改造内閣                              | 2019年9月11日                              | 2020年9月16日                              | 自由民主党                                 |                                            |
| 7                                          |                                            | 井上信治                                   | 菅義偉内閣                                 | 菅義偉内閣                                 | 2020年9月16日                              | 2021年10月4日                              | 自由民主党                                 |                                            |
| 8                                          |                                            | 若宮健嗣                                   | 第1次岸田内閣                              | 第1次岸田内閣                              | 2021年10月4日                              | 2021年11月10日                             | 自由民主党                                 |                                            |
| 9                                          | 第2次岸田内閣                              | 第2次岸田内閣                              | 2021年11月10日                             | 2022年8月10日                              | 再任                                       |                                            | 自由民主党                                 |                                            |
| 10                                         |                                            | 高市早苗                                   |                                            | 第1次改造内閣 第2次改造内閣                | 2022年8月10日                              | 2024年10月1日                              | 自由民主党                                 |                                            |
| 11                                         |                                            | 城内実                                     | 第1次石破内閣                              | 第1次石破内閣                              | 2024年10月1日                              | 2024年11月11日                             | 自由民主党                                 |                                            |
| 12                                         | 第2次石破内閣                              | 第2次石破内閣                              | 2024年11月11日                             | 現職                                       | 再任                                       |                                            | 自由民主党                                 |                                            |

- 特命担当大臣は複数人を任命することがあるため、通常は代数の表記は行わない。ただし、本表ではわかりやすさに配慮し、代数の欄を便宜上設けた。
- 辞令のある再任は就任日を記載し、辞令のない留任は就任日を記載しない。
- 党派の欄は、就任時、または、内閣発足時の所属政党を記載した。

## 歴史
2003年3月に内閣に設置された機関であり、実体的には、知的財産戦略会議の役割を引き継ぐ機関であると考えられる。

## 関連組織

### 農林水産省知的財産戦略本部
高品質・高付加価値、安全・安心といった日本の農林水産物・食品の特質を知的財産権として権利化し、国際競争力の強化や収益性の向上を図る等の知的財産に関する施策を推進するために、2006年2月に農林水産省内に設置された機関。
2008年を最後に会合は開催されておらず、2010年3月に定められた「新たな農林水産省知的財産戦略」でも農林水産省知的財産戦略本部についての記載はない。

### 地域知的財産戦略本部
知的財産推進計画において、中小企業・ベンチャー企業の権利取得などを支援するため、地域の経済産業局等に「地域知財戦略本部」を整備することが定められたことを受け、各経済産業局などに設置された機関。